# Vâlcelele, Argeș
Vâlcelele este un sat în comuna Merișani din județul Argeș, Muntenia, România. Se află în Podișul Cotmeana.

## Așezare
Situat pe malurile Argeșului, satul Vâlcelele și-a preluat denumirea de la câteva vâlcele aflate pe partea dreaptă a râului. Aflat la o distanță de 20 km de orașul Curtea de Argeș,  satul face parte din unitatea administrativă a comunei Merișani. Denumirea localității derivă din cuvântul „vâlcea”, care reprezintă o vale puțin adâncită și îngustă, cu versanți în pante ușoare, iar localitatea se întinde pe o suprafață de 134 ha. Satul Vâlcelele se află situat de-a lungul drumului DJ 704 H, Merișani- Curtea de Argeș.

## Istoric
Localitatea Vâlcelele este de rezonanță istorică, deoarece apare consemnată în hrisovul lui Alexandru Mircea din 1 septembrie 1569- 31 august 1570, iar în cartografia din anul 1773 sunt menționate mai multe sate argeșene printre care și Vâlcelele. Aici se află o biserică parohială cu hramul „Sfântul Nicolae”, aceasta fiind considerată monument istoric. Este consemnat faptul că locașul de cult a fost zidit în secolul al XIX-lea, mai exact în anul 1868, ctitorită de Nicolae Boșneag, Miu Giurcă, Grigore Diaconescu, Ion Mielescu. De-a lungul timpului s-au făcut unele intervenții asupra construcției, care au constat în: închiderea pridvorului, precum și refacerea integrală a altarului, lucrări care au fost efectuate între anii 1928-1929 de către Dumitru și Grigore Neamțu. Pictura a fost realizată în frescă în anul 1930 și în ulei de către C. Nițulescu din București. Patrimoniul bisericii cuprinde cărți religioase, dintre care amintim: Molitvelnic (1740), Penticostar (1800), Triod (1810), Octoih (1811), Psaltire (1843).Tot  în cadrul acestui sat argeșean se găsește și „Monumentul eroilor din timpul Primului Război Mondial”, care se află situat într-un spațiu verde din centrul localității. Fațada monumentului cuprinde înscrise numele militarilor din satul Vâlcelele, care s-au sacrificat pe câmpul de luptă în Primul Război Mondial. Urmele materiale care au fost descoperite pe teritoriul satului Vâlcelele, atestă faptul că în această zonă au locuit geții. În subsolul acestei localități se găsesc surse importante de zăcăminte de țiței și gaze naturale, iar ca formă de relif predominantă este dealul.  În anul 1861 apare consemnat faptul că localitatea Vâlcelele cuprindea și alte subdiviziuni precum: Capul Piscului, Brăteasca, Crâmpotani, Negoiu și Moșteni. Printre activitățile specifice zonei, se pot menționa: extracția de petrol, foraj, precum și activități agrare. Punctul de atracție turistică al acestei zone îl reprezintă Lacul de acumulare Vâlcelele, care a fost creat pe cursul mijlociu al Argeșului și a fost dat în folosință în anul 1975, apele acestuia fiind utilizate pentru hidrocentrala omonimă. Clima acestei zone este de tip continental- moderat, cu veri călduroase și cu ierni nu foarte geroase.